# Rocher de l'Yret
Le rocher de l'Yret est un sommet situé en bordure du parc national des Écrins dans le département des Hautes-Alpes en région Provence-Alpes-Côte d'Azur. Il culmine à 2 830 mètres.

## Géographie
Le sommet se trouve entre les communes du Monêtier-les-Bains et de Vallouise-Pelvoux.

## Voies d'accès
Le rocher de l'Yret se gravit par une unique voie. En arrivant en haut du Bachas, il faut remonter jusqu'au col de l'Eychauda. De là, la route de service du télésiège de l'Yret conduit sous le sommet qu'il suffit de finir de gravir dans une forte pente d'éboulis et de rocher.

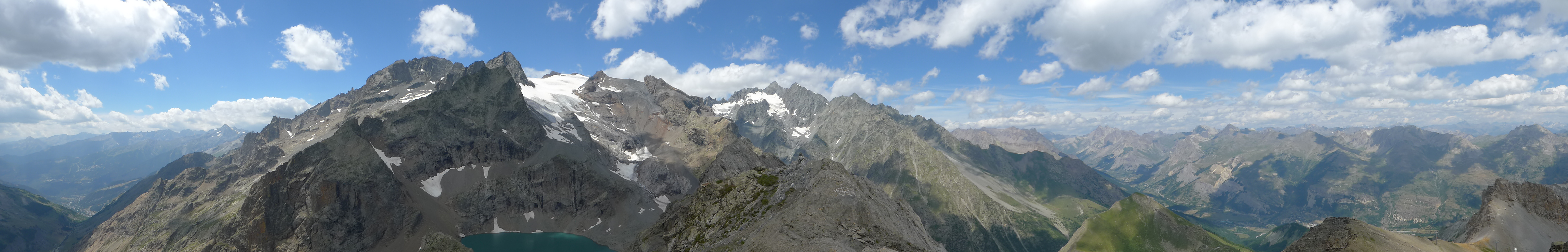
Vue panoramique vers le nord-ouest depuis le rocher de l'Yret.